# Korporacja
Korporacja – zrzeszenie osób posiadające osobowość prawną, którego celem jest realizacja określonych wspólnych zadań.

## Charakterystyka
Członkostwo osób jest tym, co stanowi samą istotę korporacji. Bez członków korporacja nie istnieje. Przy tym członkostwo musi być względnie trwałe i uregulowane wewnętrznym prawem danej korporacji (w tym znaczeniu korporacją nie jest np. zgromadzenie publiczne).
Etymologicznie wyraz korporacja pochodzi od łacińskiego corporatio oznaczającego związek; połączenie części.
Początkowo mianem korporacji określano gildie i cechy rzemieślnicze, przymusowo organizujące ludzi pewnego fachu i poddające ich pracę ścisłym i surowym przepisom.
Korporacja zazwyczaj zarządza sprawami swoich członków, w takim zakresie w jakim działają oni jako jej członkowie. Konkretne uprawnienia członków poszczególnych korporacji, a także ich struktury organizacyjne i zakres działania, zależą od określonych rozwiązań prawnych.
Korporacjami prawa cywilnego są np. stowarzyszenia, spółdzielnie, związki zawodowe, a korporacjami prawa publicznego – np. gminy (o takiej korporacji mówimy, że jest przymusowa, ponieważ nie ma w niej swobody woli członków co do rozpoczęcia lub zakończenia przynależności; do danej gminy przynależy się z mocy prawa przez sam fakt zamieszkiwania na jej terenie). Potocznie mianem korporacji określa się także samorządy zawodowe.
Organizacja typu korporacyjnego przeciwstawia się organizacjom typu zakładowego (zakładom), których istotnym elementem (substratem) jest składnik nieosobowy (np. kapitał).

## Inne użycie terminu
W Stanach Zjednoczonych terminem tym określa się spółki akcyjne (według PWN: „spółka kapitałowa oparta na kapitale złożonym z udziałów”), które stanowią większość dużych i średnich firm na tamtym rynku, co sprawiło iż słowo to jest często błędnie używane jako określenie dużej spółki, bądź międzynarodowej działalności gospodarczej jednego właściciela.
Potocznie korporacją określa się duże przedsiębiorstwa, często o międzynarodowym charakterze, które charakteryzują się zbiurokratyzowaną oraz zhierarchizowaną strukturą. Praca w korporacji jest często opisywana jako stresująca, pełna rywalizacji oraz wymęczająca. Jedną z cech przypisywanych korporacjom jest szeroka kontrola rynku bądź rynków, a w efekcie możliwość wpływania na decyzje instytucji publicznych, jak również brak poszanowania dla przepisów prawa obowiązujących w danym państwie.
Sytuację, w której rynek zdominowany zostaje przez międzynarodowe korporacje, określa się jako kapitalizm korporacyjny.